# Bedelaars en kreupelen (Wenen)
Bedelaars en kreupelen is een tekening van een navolger van de Zuid-Nederlandse schilder Jheronimus Bosch in de Albertina in Wenen.

## Voorstelling
De tekening bestaat uit 31 bedelaars van wie de meesten in meer of mindere mate verminkt zijn. De voorstelling is vergelijkbaar met de tekening Bedelaars en kreupelen in de Koninklijke Bibliotheek van België in Brussel. De afzonderlijke figuren zijn echter veel gedetailleerder weergegeven dan op het exemplaar in Brussel. Bosch-auteur Dirk Bax wijst erop dat sommige bedelaars bedelaarstekens op hun mantels dragen, bijvoorbeeld de harpspeler midden rechts.

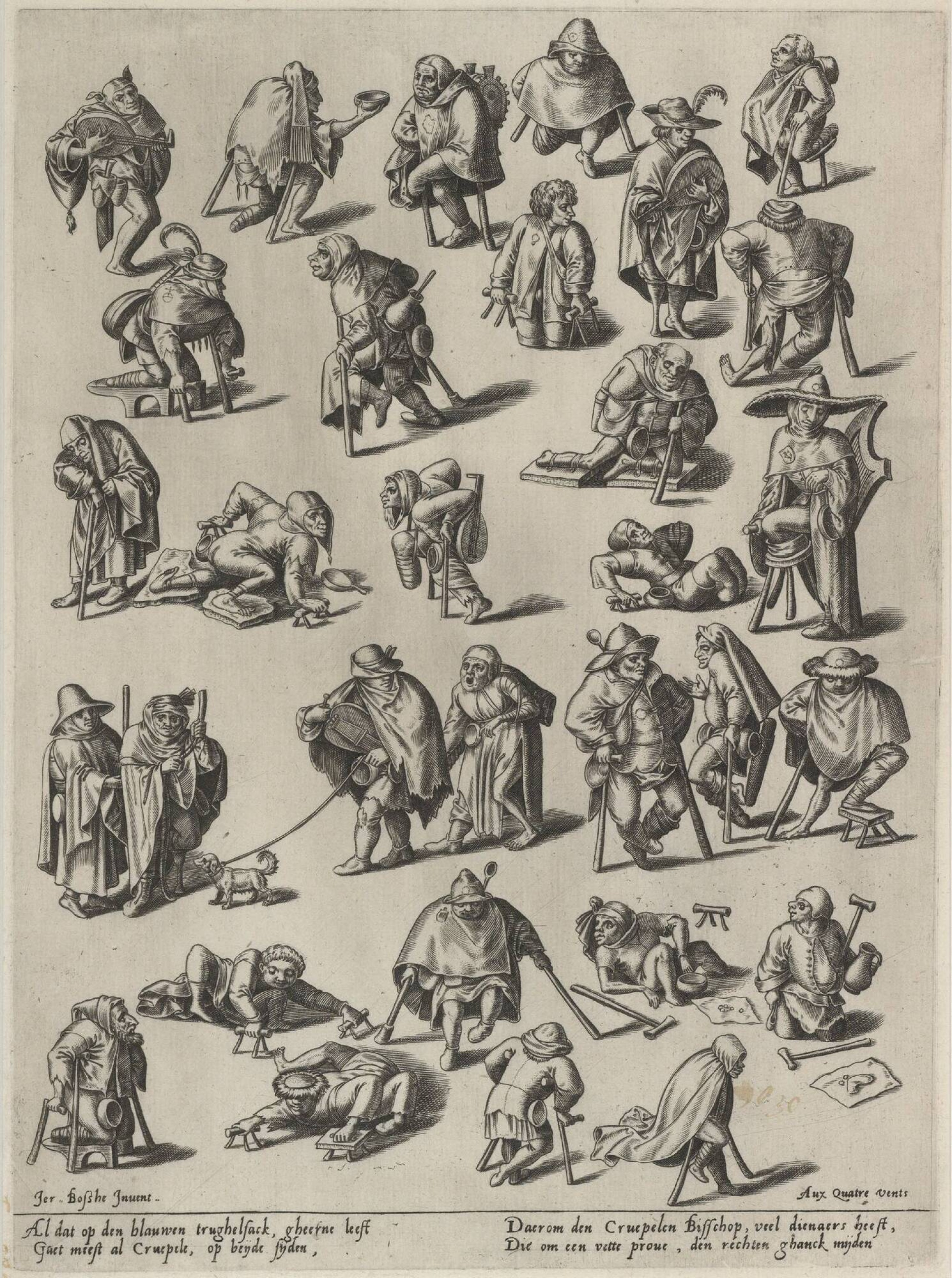
Anoniem, ‘Jer.[onimus] Bosche Jnuent.[or]’ (bedenker Jheronimus Bosch). Bedelaars en kreupelen. Ca. 1550-1570. Rotterdam, Museum Boijmans Van Beuningen.

De tekening is geen oproep tot christelijke naastenliefde, maar is eerder bedoeld als satire. Een aantal figuren is in haast onmogelijke standen weergegeven, bijvoorbeeld de kruipende man rechtsonder. Hiermee zinspeelde de tekenaar waarschijnlijk op de vele verzonnen verminkingen waar men zoveel mogelijk voordeel mee probeerde te krijgen. De tekening is in het midden van de 16e eeuw door Hieronymus Cock als prent uitgegeven. Deze prent bevat een onderschrift dat deze boodschap ondersteund:

Al dat op den blauwen trughelsack, gheerne leeft / Gaet meest al Cruepele, op beijde sijden, // Daerom den Cruepelen Bisschop, veel dienaers heeft, / Die om een vette proue, den rechten ghanck mijden

(Iedereen die graag van bedrog leeft heeft vaak twee kreupele benen. Daarom heeft de Kreupele Bisschop veel dienaren, die voor een vette buit, niet op het rechte pad blijven)

## Toeschrijving en datering

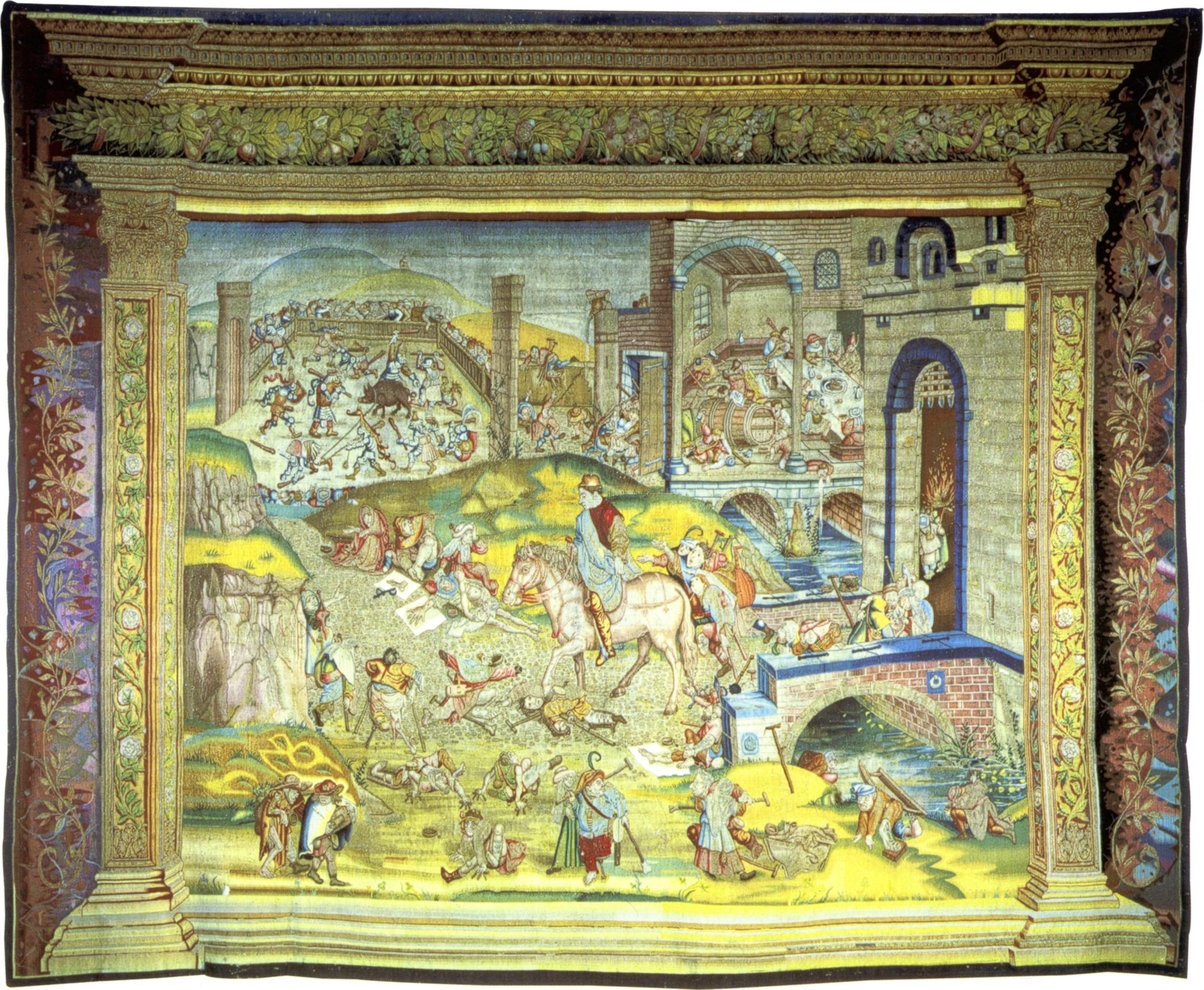
Onbekend Brussels atelier. Heilige die een stad verlaat. 1550-1570 (ontworpen voor 1542). Madrid, Koninklijk Paleis van Madrid.

De tekening is nauw verwant aan de tekening Bedelaars en kreupelen in Brussel, die door de meeste auteurs aan Bosch toegeschreven wordt. De kunsthistoricus Max Friedländer merkt op dat de tekening in Wenen op basis van stijl en plasticiteit ‘by Pieter Bruegel rather than Bosch’ (eerder door Pieter Bruegel dan door Bosch) gemaakt moet zijn. Hij dacht aan een tekening door Bruegel naar een schets van Bosch, bestemd voor de prent uitgegeven door Hieronymus Cock. Ook Ludwig von Baldass hield het Weense blad voor een kopie naar Bosch. Volgens Otto Benesch, Jacques Combe en Charles de Tolnay, echter, gaat het hier om een origineel door Bosch.
Als de tekening door Bruegel gemaakt is, zoals Friedländer vermoedde, moet hij in het midden van de 16e eeuw ontstaan zijn. Een aantal figuren op de tekening is echter gemarkeerd door kleine cirkeltjes boven het hoofd. Kunsthistoricus Erwin Pokorny leidt hieruit af dat de tekening als voorbeeld is gebruikt voor een ander, groter werk, waarschijnlijk een wandtapijt. In het Koninklijk Paleis van Madrid bevindt zich een wandtapijt met een heilige die een stad verlaat (vermoedelijk Sint Maarten) met op de voorgrond vergelijkbare kreupele bedelaars. In 1542 wordt in een inventaris van Frans I van Frankrijk een wandtapijt vermeld met ‘saint Martin environné de plusieurs mandiants contrefaictz de plusieurs et diverses sortes’ (Sint Maarten omgeven door een groot aantal bedelaars in alle soorten en maten). In dit licht is een datering rond de jaren 1530 meer waarschijnlijk.

## Herkomst
De tekening maakte deel uit van de verzameling van Albert Casimir van Saksen-Teschen, de grondlegger van de Albertina in Wenen.